# Nesměřice
Nesměřice (německy Nesmeritz) jsou část města Zruč nad Sázavou v okrese Kutná Hora. Nachází se asi dva kilometry jihozápadně od Zruče nad Sázavou. Protéká tu Želivka. Nesměřice jsou také název katastrálního území o rozloze 3,03 km².

## Historie
První písemná zmínka o vesnici pochází z roku 1295.

## Fotogalerie

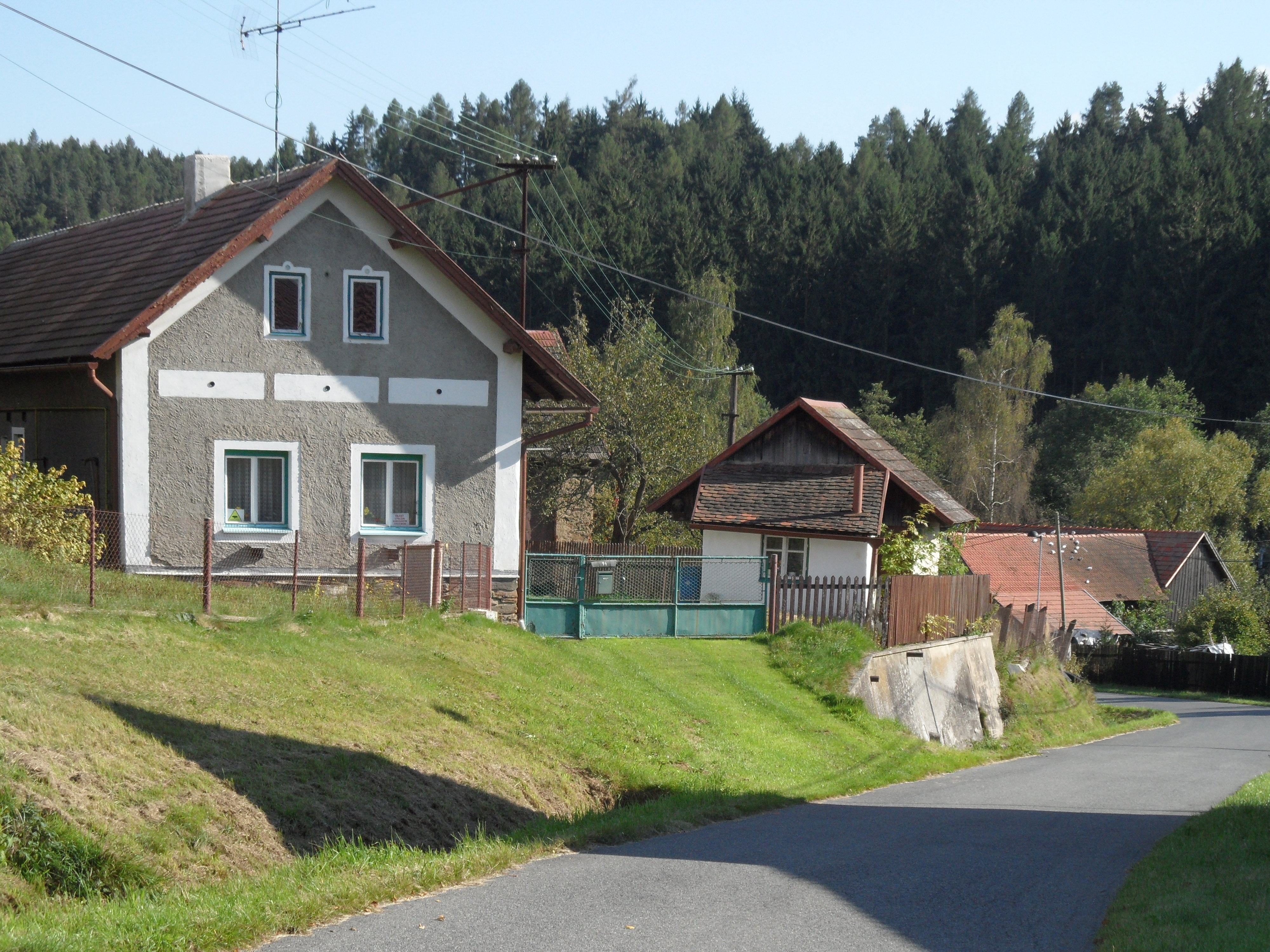
Domy podél silnice
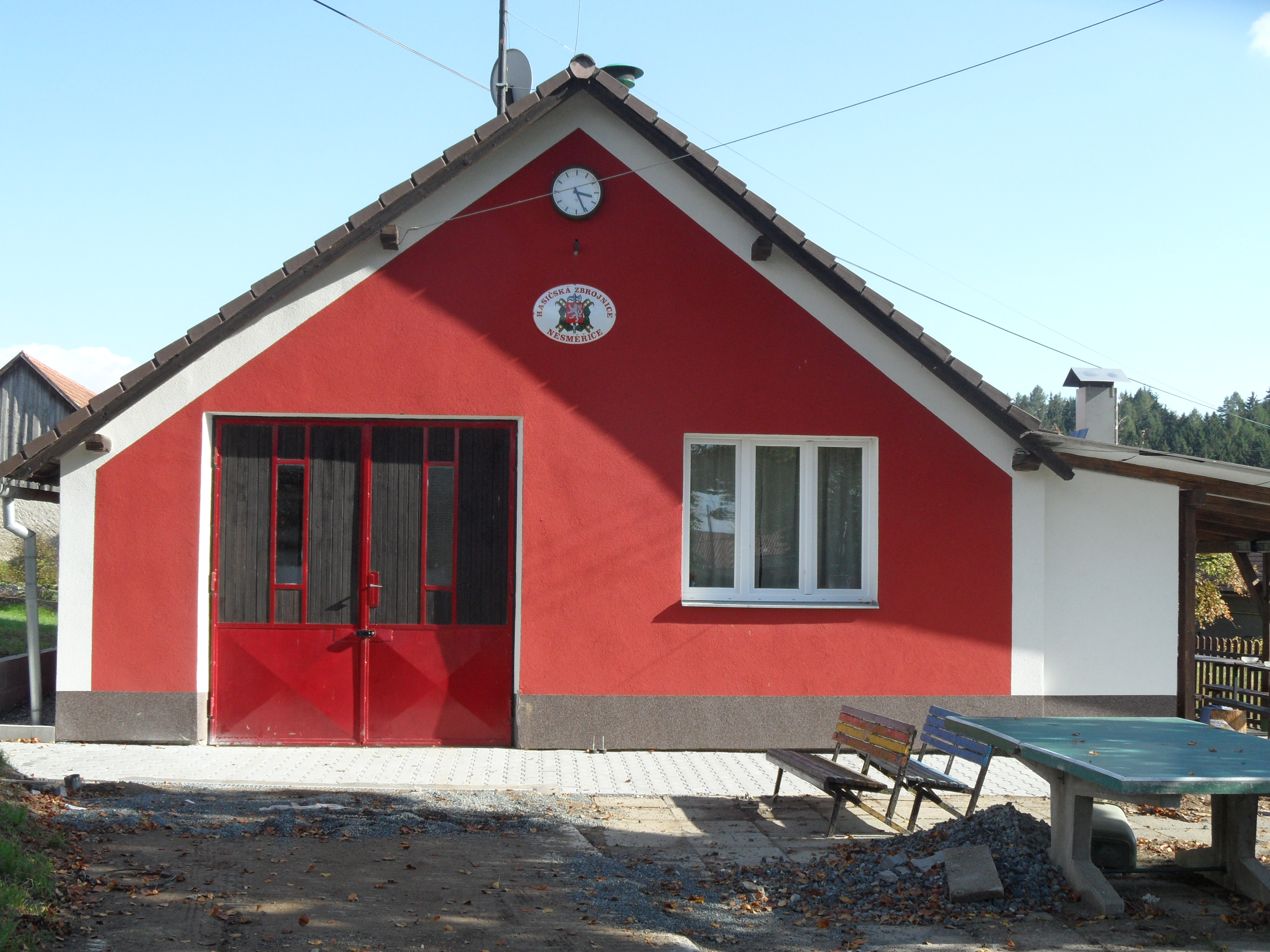
Hasičská zbrojnice
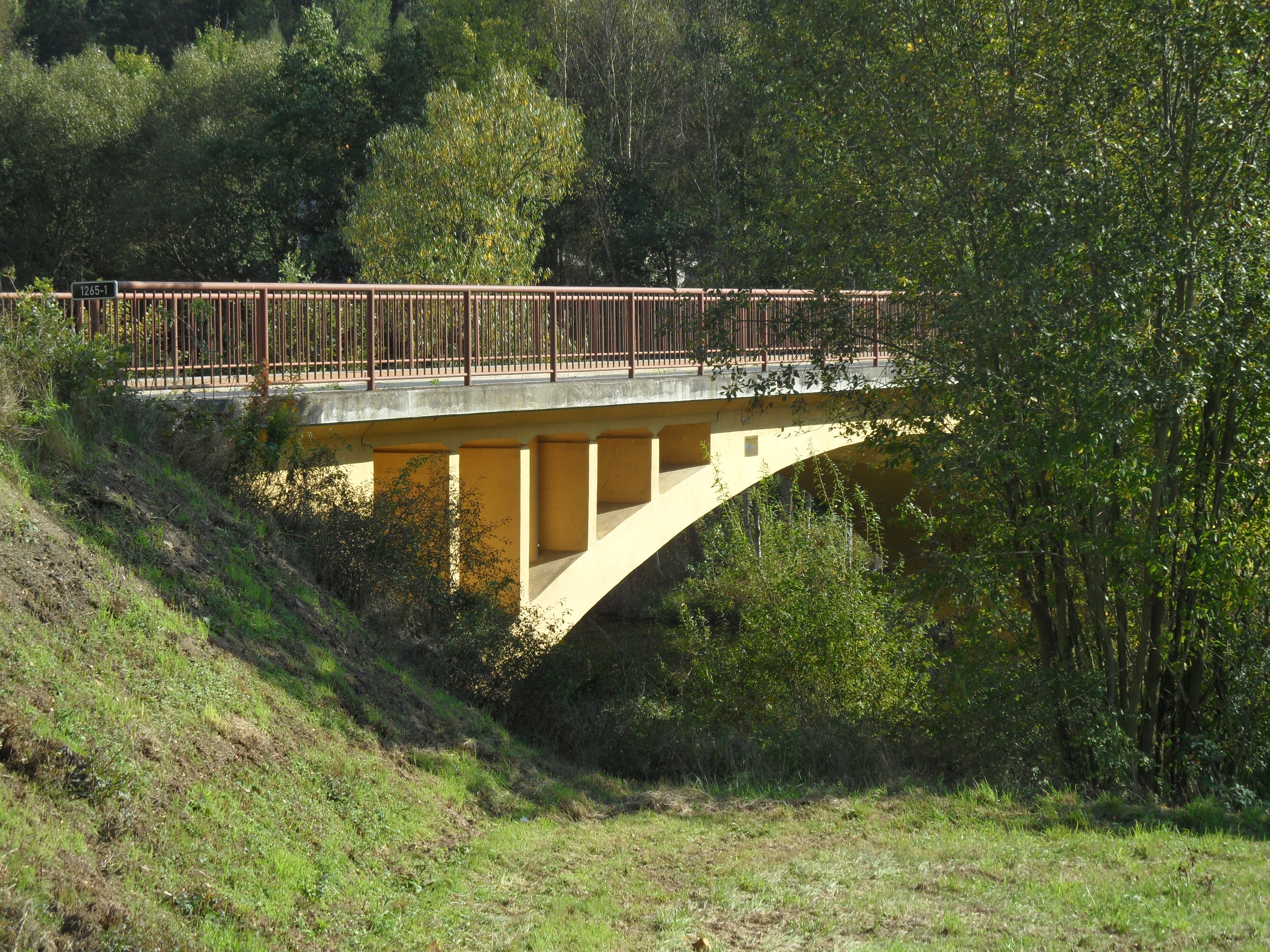
Most přes Želivku
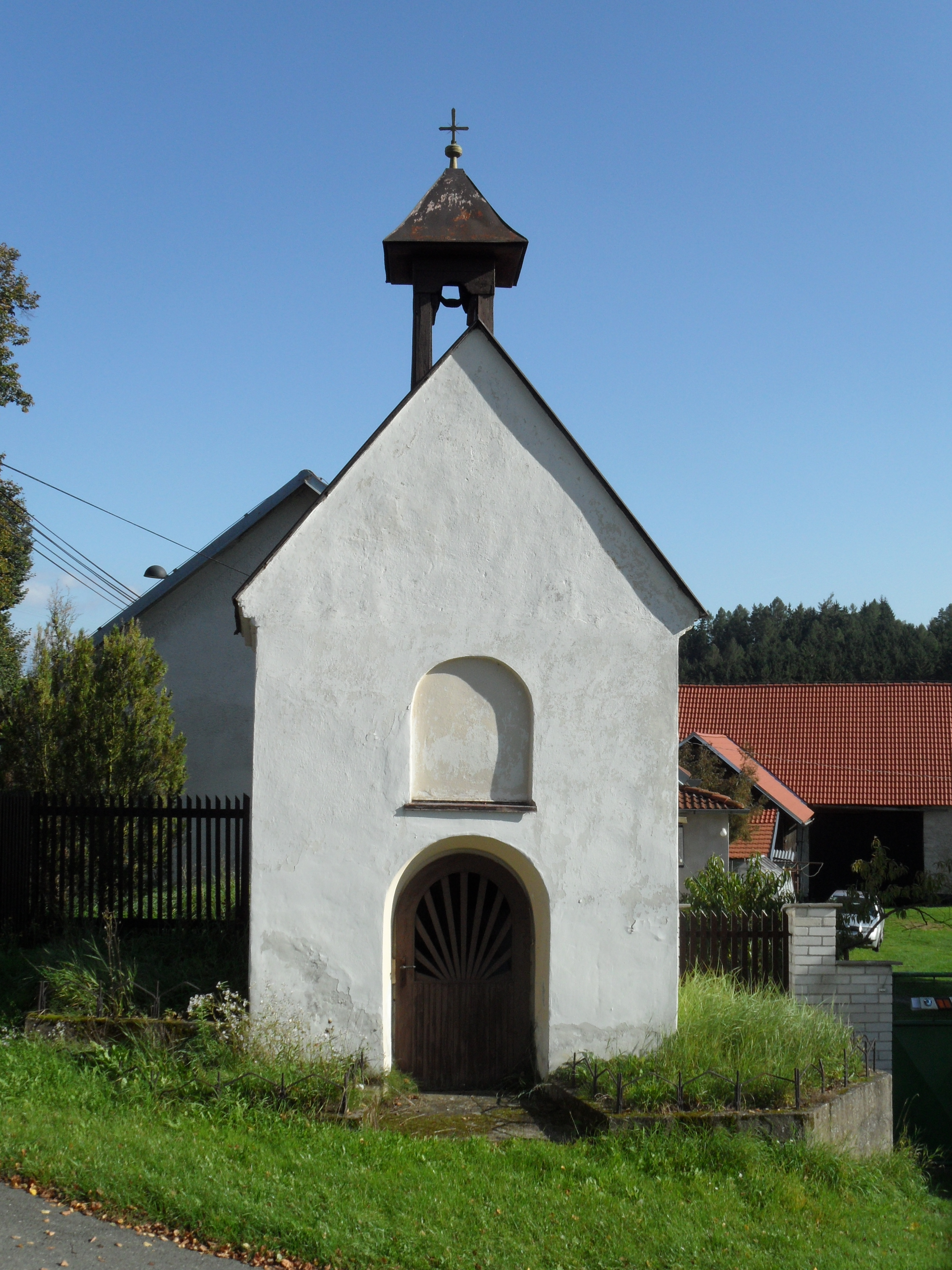
Kaplička